# دانيال بيسبو
دانيال بيسبو (مواليد 16 يونيو 1974) هو ملاكم برازيلي، مثّل بلاده في الألعاب الأولمبية الصيفية 1996.

## روابط خارجية
دانيال بيسبو على موقع بوكس ريك (الإنجليزية) (registration required)
- دانيال بيسبو على موقع أوليمبيديا (الإنجليزية)